# 1471.
◄ | 14. stoljeće | 15. stoljeće | 16. stoljeće | ►
◄ | 1440-ih | 1450-ih | 1460-ih | 1470-ih | 1480-ih | 1490-ih | 1500-ih | ►
◄◄ | ◄ | 1468. | 1469. | 1470. | 1471. | 1472. | 1473. | 1474. | ► | ►►
Arhitektura • Astronomija • Glazba • Knjige • Književnost • Kršćanstvo • Medicina • Pravo • Promet • Slikarstvo • Znanost

## Događaji
- 9. kolovoza – Francesco della Rovere izabran je za papu kao Siksto IV., čime je počelo svjetovnije razdoblje renesansnog papinstva koje je obilježeno rodbinskim vezama, narušenim financijama i kupovanjem službi. Ipak, Siksto IV. zabilježen je i kao veliki promicatelj umjetnosti pa je među ostalim dao sagraditi znamenitu Sikstinsku kapelu.

## Rođenja
- 21. svibnja – Albrecht Dürer, njemački slikar († 1528.)

## Smrti
- 21/22. svibnja – Henrik VI., kralj Engleske i Francuske (* 1421.)
- 25. srpnja – Toma Kempenac, katolički redovnik i mistik, autor djela Nasljeduj Krista (* 1380.)

## Vanjske poveznice
|  | Zajednički poslužitelj ima još gradiva o temi 1471. |